# 摩尔多瓦历史
摩尔多瓦历史最早可追溯至1350年代。摩尔多瓦人与罗马尼亚人同宗同文，都是达契亚的子孙。13至14世纪，蒙古鞑靼人侵入该地，后沙皇俄国将摩部分领土比薩拉比亞划入俄罗斯版图。1859年1月，摩尔多瓦和瓦拉几亚合并，成为新成立的罗马尼亚联合公国的一部分。第二次世界大战期间，苏联控制了摩尔多瓦并最终让其加入苏联。1990年代从苏联独立宣布成立摩尔多瓦共和国。

## 早期
在有记载的古典时代，摩尔多瓦由多个部落所占据。其中主要是达西亚人，其他时期有巴斯塔奈人、萨尔马提亚人和斯基泰人。在1至7世纪，南部时而由罗马帝国以及之后的拜占庭帝国所控制。

## 中期

### 摩尔多瓦公国
在中世纪，摩尔达维亚公国于1359年建立，领土包括了喀尔巴阡–多瑙河–德涅斯特地区。从西部的特兰西瓦尼亚一直延伸到东部的德涅斯特河。其领土包括今天摩尔多瓦共和国。摩尔达维亚的建立归功于瓦拉几亚的德拉戈斯（Dragoș）。他被匈牙利国王任命建立防御工事以抵御蒙古入。另一位来自罗马尼亚的马拉穆列的波格丹一世，后来成为第一位独立摩尔达维亚的大公。1359年，他反抗了匈牙利的统治。在与匈牙利统治者发生冲突后进入东部。摩尔达维亚最伟大的人物是史蒂芬大帝，他的统治时期是1457年至1504年。在他统治的大部分时间内，成功地与匈牙利王国，波兰王国和奥斯曼帝国作战。

### 俄罗斯帝国
除了德涅斯特河左岸之外，现今摩尔多瓦共和国为历史上的比薩拉比亞地区大部分。
作为第七次俄土战争的结果，根据1812年5月28日，奥斯曼帝国和俄罗斯帝国的布加勒斯特条约，后者合并摩尔多瓦公国的东部。这块地区称为比萨拉比亚。

### 摩尔多瓦民主共和国
在1905年俄国革命之后，一个罗马尼亚民族主义运动在比萨拉比亚发展。它在1906年至1907年遇到挫折，但是在1917年，运动开始重新出现并且更为强烈。

## 晚期

### 大罗马尼亚
在1918年之后，比萨拉比亚处于罗马尼亚的管辖之下。1920年的《巴黎条约》承认了这一事实。流亡的比萨拉比亚苏维埃社会主义共和国于1919年5月5日在敖德薩宣告成立。它于1919年5月11日在蒂拉斯波尔建立成为俄罗斯苏维埃联邦社会主义共和国一部分。苏维埃俄罗斯和后来的苏联将这一地区视为外国占领下的苏维埃领土，并进行了多次外交尝试予以收回。
直到1934年，两国才开始建立外交关系。在此期间，两国在1928年的《凯洛格·布赖恩德条约》和1933年7月的《伦敦条约》中都赞成以非暴力方式解决领土争端的原则。

#### 第二次世界大战
在1939年《莫洛托夫–里本特罗普特条约》所附的秘密协议中，确定了东欧势力范围的划分，纳粹德国宣布对比萨拉比亚没有政治利益，以回应苏联的意向，从而将比萨拉比亚划为了苏联的“领域”。1940年6月26日，苏联政府向罗马尼亚驻莫斯科大臣发出最后通牒，要求罗马尼亚立即割让比萨拉比亚和北布科维纳。意大利和德国此时需要一个稳定的罗马尼亚并获得其油田，因此敦促卡罗尔二世国王如此行动。6月28日，苏联军队越过德涅斯特河，占领了比萨拉比亚，北部布科维纳和赫尔察地区。

### 苏联
随着戈尔巴乔夫的新思维改革和开放政策气候，民族主义气候在摩尔多瓦升级。1989年，摩尔多瓦人民前线作为一个独立的文化和政治组织成立并得到官方承认。

#### 独立
1990年9月2日，德涅斯特河沿岸宣布独立；随后成立德涅斯特河沿岸摩尔达维亚共和国。
1991年5月23日，改称为“摩尔多瓦共和国”。8月27日，摩尔多瓦共和国宣布独立。

#### 独立后
1992年，爆发德涅斯特河沿岸战争，最终摩尔多瓦共和国战败，德涅斯特河沿岸维持独立。
1994年3月，公民投票以压倒性的票数支持维持独立主权国家的地位，反对与罗马尼亚再统一。
2009年7月，摩尔多瓦共和国共产党人党选举失利。
2016年2月17日，罗马尼亚支持摩尔多瓦加入欧盟进程。